# Mures (Jaén)
Mures es una localidad española del municipio de Alcalá la Real, situada en la parte meridional de la comarca de la Sierra Sur de la provincia de Jaén. 
A tan sólo 100 m del límite con la provincia de Granada, cerca de esta localidad se encuentran los núcleos de Gumiel, Ermita Nueva, Ribera Baja, Trujillos y Limones.

## Historia
Con la instauración de la democracia, nacieron asociaciones, partidos y el 8 de mayo de 2001, se configuró la Entidad Local Autónoma de Mures.
Hoy día, ha constituido su ayuntamiento, tiene escuela primaria, centro médico, centro social, parque, pista y campos deportivos, una nueva urbanización, unas canteras, nave industrial y se ha remozado todo su núcleo.